# Ferdinand de Mantoue
Ferdinand de Mantoue de la famille de Gonzague, en italien Ferdinando Gonzaga, est un prince italien né le 26 avril 1587 à Mantoue et mort le 29 octobre 1626 à Mantoue. Il est le sixième duc de Mantoue (région de Lombardie en Italie) et quatrième duc de Montferrat (région du Piémont).

## Biographie
Deuxième fils de la famille, son avenir est tout tracé, comme la coutume le veut, d'être ecclésiastique. Après des études à l'université d'Ingolstadt et de Pise, il est nommé cardinal en 1607 à 20 ans avec le titre de cardinal de Santa Maria in Domnica et se voit appelé à Rome. La mort de son frère va l'obliger à rentrer à Mantoue pour prendre en charge le pouvoir. Ferdinand, fils puîné de Vincent Ier de Mantoue et d'Éléonore de Médicis, a 25 ans lorsqu'il succède à son frère qui meurt en 1612. 
À l'instar de son père Vincent Ier atteint de « collectionite », Ferdinand est un maniaque de la collection d'œuvres d'art. Toutefois, chez lui, c'est une passion organisée, méthodique, pragmatique. Non seulement il va classer et ranger les achats effectués par ses prédécesseurs mais il va effectuer les siens sans jamais rien oublier, en cataloguant dans sa mémoire : il est sous l'influence d'un « collectionnisme » artistique totalement rationalisé.
Dans le même temps, le devenir du duché l'inquiète. La première chose à laquelle il va penser, après avoir pris les rênes du pouvoir, va être de veiller au prolongement de la famille de Gonzague, à s'assurer une descendance. Après avoir quitté la pourpre cardinalice avec une dispense particulière du pape Paul V, il ne lui faut qu'un mois et demi pour trouver une épouse et mettre en œuvre le sacrement du mariage. Hélas, ce mariage s'avère stérile, ce qui contribue à plonger Ferdinand dans l'inquiétude la plus grande, d'autant que la guerre de Trente Ans (1618-1648) va déchirer l'Europe et qu'il faut bien, si la guerre arrive en Italie du Nord, prendre parti entre le suzerain impérial et l'autorité papale. L'état d'esprit de Ferdinand s'en ressent au point qu'il rejette tout intérêt pour le pouvoir au profit de sa marotte artistique et laisse le duché entrer dans une grave crise politique et économique.
Ferdinand se marie en secret, en 1615, avec Camilla Faa di Bruno (1589-1662) qu'il répudie en 1616. Ils ont un fils, Francesco Giacinto, né en 1616 et décédé à l'âge de 14 ans. Ferdinand se maria officiellement, le 17 février 1617 à Turin, avec Catherine de Médicis (1593-1629), fille de Ferdinand Ier de Médicis, grand-duc de Toscane et de Christine de Lorraine. Ils n'ont pas d'enfants.
Lorsqu'il meurt, relativement jeune, le patrimoine artistique de Mantoue est considérable mais le duché est au bord d'un gouffre économique. Ferdinand meurt, en 1626, à l'âge de 39 ans. Faute de descendance, son frère cadet, Vincent, lui succède.